# Sosilo de Lacedemonia
Sosilo fue un erudito espartano del siglo III a. C. que sirvió como tutor y cronista de Aníbal.

## Biografía
Existe controversia sobre si Sosilo provenía de Esparta o de Élide, pero se sabe que fue tutor de Aníbal desde muy temprana edad, enseñándole griego y otros conocimientos, y que le acompañó en sus viajes durante la segunda guerra púnica. También llevó una crónica del conflicto, llamada Anibálica, que constaba al parecer de siete volúmenes, pero de la cual sólo se conserva un fragmento sobre una batalla naval de 217 a. C. ocurrida en el Ebro. Compartió estos roles con Sileno de Calacte y Quereas.
Polibio, historiador afín a Roma, criticó a Sosilo y sus compañeros, considerándoles frívolos y poco fiables, pero se cree que él mismo usó material de Sosilo para escribir sobre Aníbal en sus Historias.